# Атол
Вижте пояснителната страница за други значения на Атол.
Атолът е вид нисък коралов остров, каквито се намират в тропическите океани и състоящ се от коралов риф, заобикалящ централна низина. Низината може да бъде част от острова, но обикновено е част от морето (т.е. – лагуна) или много рядко заградено тяло от прясна или солена вода. Тези острови са характерни с малката си надморска височина. Изградени са изцяло от карбонатни скали – остатъци от мъртви корали, изградили острова. Почвеният слой е тънък и слабо плодороден, а подпочвените води са полусолени и с непостоянен режим. Поради това на тях растат предимно кокосови палми.

## Образуване
.
Чарлз Дарвин (1842) дава първото (и днес прието за принципно вярно) обяснение на процеса на образуване на кораловите атоли в южната част на Тихия океан, при наблюдения по време на петгодишното си плаване на кораба Бийгъл (1831 – 1836). Той наблюдава поредица от тропически острови – от високо издигнати над морската повърхност вулканични острови, през острови, обградени от бариерен риф, до атоли – и заключава, че всички те представляват етап от постепенния процес на потъване на първоначално появилия се остров след изригването на вулкана. Логично пръстеновидният коралов риф около вулканичния остров в тропическото море нараства нагоре, докато островът се сляга надолу. Постепенно се образува „полу-атол“, обграден от бариерен риф (типични примери са островите Aitutaki, Бора Бора и други представители на Дружествените острови). Веригата от корали става бариерен риф, поради факта, че външната страна на рифа се поддържа близко до морското равнище благодарение на растежа на коралите, докато вътрешната част на рифа потъва и се превръща в лагуна, където условията за растеж на коралите и варовиковите водорасли са по-неблагоприятни. Когато вулканичният остров потъне изцяло, се превръща в атол.